# Трисичев, Яков Андреевич
Яков Андреевич Трисичев (1912, деревня Косуличи, Карачевский уезд, Орловская губерния, Российская империя — неизвестно, Горловка, Донецкая область) — забойщик шахты «Кочегарка» треста «Горловскуголь» Министерств угольной промышленности Украинской ССР, Сталинская область. Герой Социалистического Труда (1957).

## Биография
Родился в 1912 году в крестьянской семье в деревне Косуличи Карачевского района. В конце 1920-х годов отправился на заработки на Донбасс, где трудился забойщиком на одной из шахт в Горловке. Участвовал в стахановском движении. После начала Великой Отечественной войне эвакуировался на восток страны. В сентябре 1943 года возвратился в Горловку. Восстанавливал разрушенное шахтное производство, затем трудился забойщиком на шахте «Кочегарка» треста «Горловскуголь».
В марте 1948 года стал инициатором социалистического соревнования среди горняков Донбасса, приняв личное обязательство добывать не менее 500 тонн угля в месяц на один отбойный молоток. По итога этого года добыл в среднем по 1340 тонн угля в месяц и занял передовое место среди шахтёров Сталинской области. Досрочно завершил плановые задания Четвёртой пятилетки (1946—1950), выполнив два пятилетних плана. В сентябре 1948 был награждён Орденом Трудового Красного Знамени за двадцатилетнюю выслугу лет и безупречную работу на предприятиях угольной промышленности.
В последующем досрочно выполнил личные социалистические обязательства и плановые задания первых двух лет Шестой пятилетки (1955—1960) и первого квартала 1957 года. Указом Президиума Верховного Совета СССР от 26 апреля 1957 года удостоен звания Героя Социалистического Труда за «выдающиеся успехи, достигнутые в деле развития угольной промышленности в годы пятой пятилетки и в 1956 году».
Этим же указом званием Героя Социалистического Труда был награждён управляющий трестом «Горловскуголь» Леонид Александрович Фоменко.
После выхода на пенсию проживал в Горловке. С 1968 года — персональный пенсионер союзного значения. Дата смерти не установлена.

## Награды
- Герой Социалистического Труда
- Орден Ленина
- Орден Трудового Красного Знамени (04.09.1948)
- Почётный гражданин Горловки.